# San Salvador (dopływ Urugwaju)
San Salvador (hiszp. Río San Salvador) – rzeka w Urugwaju w Ameryce Południowej. Całość rzeki znajduje się w departamencie Soriano
San Salvador wpływa spod Cuchilla de San Salvador w paśmie Cuchilla Grande Inferior. Płynie w kierunku zachodnim, a następnie północno-zachodnim mijając Perseverando i Dolores. Uchodzi do rzeki Urugwaj w okolicach La Lomy.
Większe prawe dopływy to Arroyo San Martín, Arroyo Maciel, Arroyo del Corralito oraz Arroyo Bizcocho, a lewe to Arroyo del Espinillo, Arroyo del Medio oraz Arroyo Olivera.